# Ctenotus alacer
Ctenotus alacer är en ödleart som beskrevs av Storr 1970. Ctenotus alacer ingår i släktet Ctenotus och familjen skinkar. Inga underarter finns listade i Catalogue of Life.
Arten förekommer med två från varandra skilda populationer i centrala och norra Australien. Honor lägger ägg.